# Heterogymna cheesmanae
Heterogymna cheesmanae is een vlinder uit de familie van de Carposinidae. De wetenschappelijke naam van de soort is voor het eerst geldig gepubliceerd in 1962 door Bradley.